# Yeongdong-eup
Yeongdong-eup (koreanska: 영동읍) är en köping i kommunen Yeongdong-gun i provinsen Norra Chungcheong i den centrala delen av Sydkorea, 170 km sydost om huvudstaden Seoul. Yeongdong-eup är den administrativa huvudorten i kommunen Yeongdong-gun.